# Berestoveț, Borzna
Berestoveț (în ucraineană Берестовець) este localitatea de reședință a comunei Berestoveț din raionul Borzna, regiunea Cernihiv, Ucraina.

## Demografie
Componența lingvistică a localității Berestoveț
     Ucraineană (98,62%)
     Rusă (1,28%)
     Alte limbi (0,1%)
Conform recensământului din 2001, majoritatea populației localității Berestoveț era vorbitoare de ucraineană (98,62%), existând în minoritate și vorbitori de rusă (1,28%).